# Нематов, Баходур
Баходу́р Нема́тов (тадж. Баҳодур Неъматов; род. 20 июля 1954, Душанбе, Таджикская ССР) — таджикский певец, музыкальный исполнитель, солист эстрадного ансамбля «Гульшан», Заслуженный артист Таджикской ССР (1990).

## Биография
Родился 20 июля 1954 года в городе Душанбе. В 1977 году окончил Таджикский государственный институт культуры и искусств имени М. Турсунзаде. С 1977 года солист в эстрадном ансамбле «Гюльшан». С января 2001 г. по апрель 2003 г. возглавлял его. Сейчас работает преподавателем в Таджикской национальной консерватории имени Т. Сатторова, а также продолжает свою педагогическую деятельность.

## Музыкальная карьера
Баходур Нематов талантливый и профессиональный исполнитель таджикской эстрады, который внёс неоценимый вклад в развитие этого искусства. Им было исполнено более 100 песен, которые были записаны в фонд Радио Таджик и ТВТ. Он исполнял такие песни как «Эй ватан», «Шаб ба хаир», «Майда-майда меракси», «Джонанаке», «Бути нозанин», «Гулро намефушонд», «Ишки дерин», «Чу механди», «Чашми сияхо дори», «Я снова влюблюсь», «Мир молодости», «Друг, помоги моему сердцу», «Мир», «Моя дорогая мама», «Зов», «Душанбе — город единства», «Эй, соотечественник», «Таджикистан» и т. д.. Баходур Нематов сотрудничал с композиторами Кудратулло Яхёевым, Амирбеком Мусаевым, Зайниддином Зульфикаровым и другими. Некоторые песни он сочинил сам. В рамках ряда фестивалей и конкурсов бывшего СССР он побывал в нескольких странах мира — Афганистане, Японии, Корее и других.

## Примечание
1. 1 2 3  Маъруфтарин сарояндаи эстрада. Дата обращения: 30 июля 2017. Архивировано 24 июня 2019 года.